# Inżynieria energetyczna
Inżynieria energetyczna – wiedza dotycząca przetwarzania, przesyłania i dystrybucji energii. 
Źródła energii dzielimy umownie na:
- odnawialne,
- nieodnawialne.

Energia z powyższych źródeł jest zamieniana w elektrowniach, ciepłowniach lub elektrociepłowniach na:
- energię elektryczną,
- energię cieplną.